# きらら音符
『きらら音符』（きららノート）は、猫部ねこによる日本の漫画作品。『なかよし』（講談社）にて1994年7月号から1995年2月号まで連載された。全8話。単行本は同社の講談社コミックスなかよしより全1巻が刊行された。

## 書誌情報
- 猫部ねこ 『きらら音符（ノート）』 講談社〈講談社コミックスなかよし〉、1995年5月6日第1刷発行、ISBN 4-06-178804-3